# Paul Henri Thiry d'Holbach

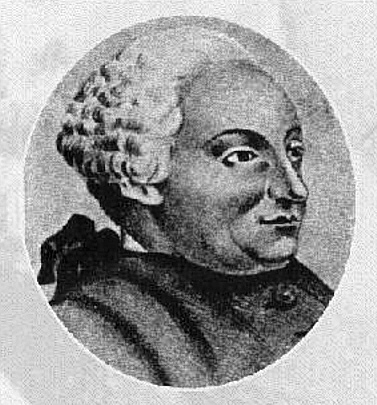
Baronul d'Holbach.

Paul Henri Thiry d'Holbach (născut Paul Heinrich Dietrich von Holbach) (n. 8 decembrie 1723 - d. 21 ianuarie 1789) a fost un savant, filozof materialist, enciclopedist de origine germană, dar de limbă franceză, cunoscut mai ales ca fiind primul ateu autodeclarat din Europa.

## Biografie
Se naște la Edesheim în 1723. Provenea dintr-o familie bogată de arabi catolici.
La Leyden urmează dreptul apoi în 1749 se mută la Paris și devine cetățean francez.
Participă la redactarea Enciclopediei Franceze alături de Denis Diderot și Jean le Rond d'Alembert

## Scrieri
- 1761: Le Christianisme dévoilé   sau   Examen des principes & des effets de la religion chrétienne
- 1768: La Contagion sacrée   sau   Histoire naturelle de la superstition
- 1768: Lettres à Eugénie   sau   Préservatif contre les préjugés
- 1768: Théologie Portative   sau   Dictionnaire abrégé de la religion chrétienne
- 1770: Essai sur les préjugés   sau   De l'influence des opinions sur les mœurs & le bonheur des hommes
- 1770: Système de la Nature ("Sistemul naturii") sau Des lois du monde physique & du monde moral, care este un atac la adresa creștinismului și o susținere a materialismului.[11]

## Citate[12]
„Când, deci, atribuie zeilor săi producerea unui fenomen... face el oare altceva decât să substituie întunecimii propriei minți un sunet pe care a fost obișnuit să-l asculte cu uimire reverențioasă?”
Sistemul naturii
„Dacă mergem înapoi la începuturile lucrurilor, vom descoperi întotdeauna câtă ignoranța și teama au creat zeii; că imaginația, impresia și înșelăciunea i-au ornat; că slăbiciunea îi venerează; că obișnuința îi tolerează; și că tirania îi favorizează pentru a profita de orbirea oamenilor.”
Sistemul naturii